# Square Stalingrad (Aubervilliers)
Le square Stalingrad, est un parc situé à Aubervilliers. C'est le plus grand espace vert de la commune.

## Situation et accès
L'entrée principale se trouve avenue de la République
, sur un terrain circonscrit par la rue Bernard-et-Mazoyer, la rue Édouard-Poisson et la rue de la Commune-de-Paris.
Le Théâtre de la Commune lui est accolé.

## Origine du nom
Le nom de cet espace vert commémore la bataille de Stalingrad remportée par l'Union Soviétique sur les armées allemandes du 19 septembre 1942 au 2 février 1943.

## Historique

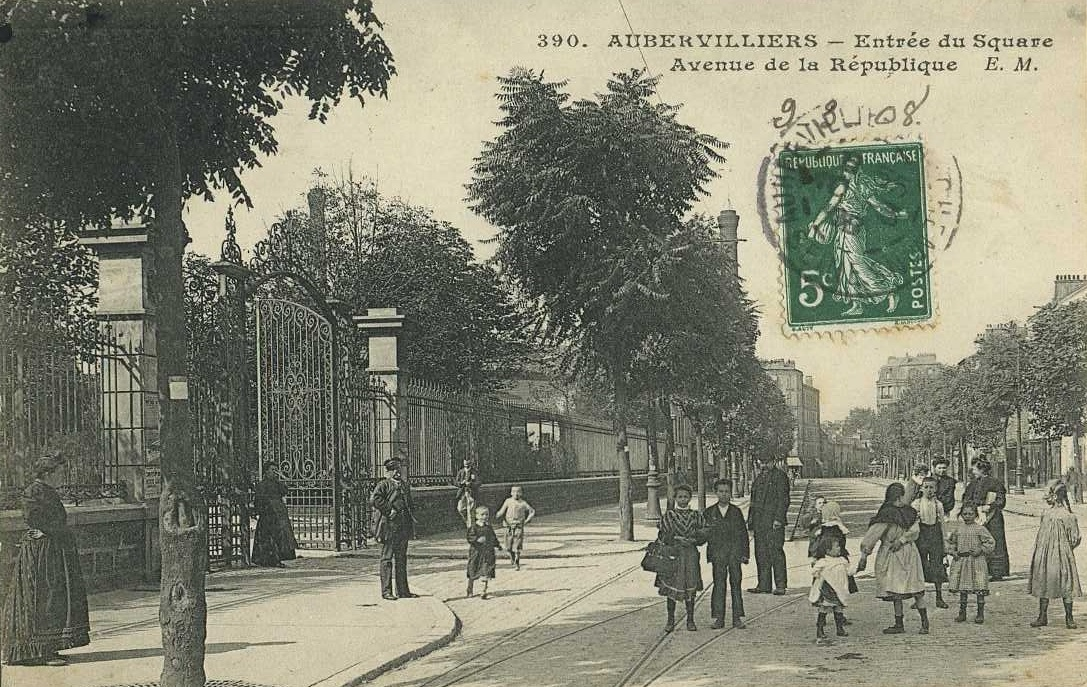
Entrée principale du square, située sur l'avenue de la République.

Il a été créé au XIXe siècle et porte alors de nom de square de la Mairie.
Un kiosque à musique y est édifié en 1899, destiné aux auditions des sociétés musicales et orphéoniques de la commune.
Le square est agrandi en 1924 en réutilisant l'emplacement d'un dépôt de tramways, construit en 1898.
Après deux ans de travaux, il rouvre en 2009, recevant notamment davantage de plantes à fleurs et un parterre semé de jets d’eau.

## Description
Il est orné d'un monument, hommage à Firmin Gémier. Fait de pierre et de bronze, il représente le comédien face à Thalie, muse du théâtre, tous deux en adoration mutuelle.
Autrefois s'y trouvait une statue appelée Chevreaux affrontés. Elle fut fondue en 1942 grâce à la mobilisation des métaux non ferreux.

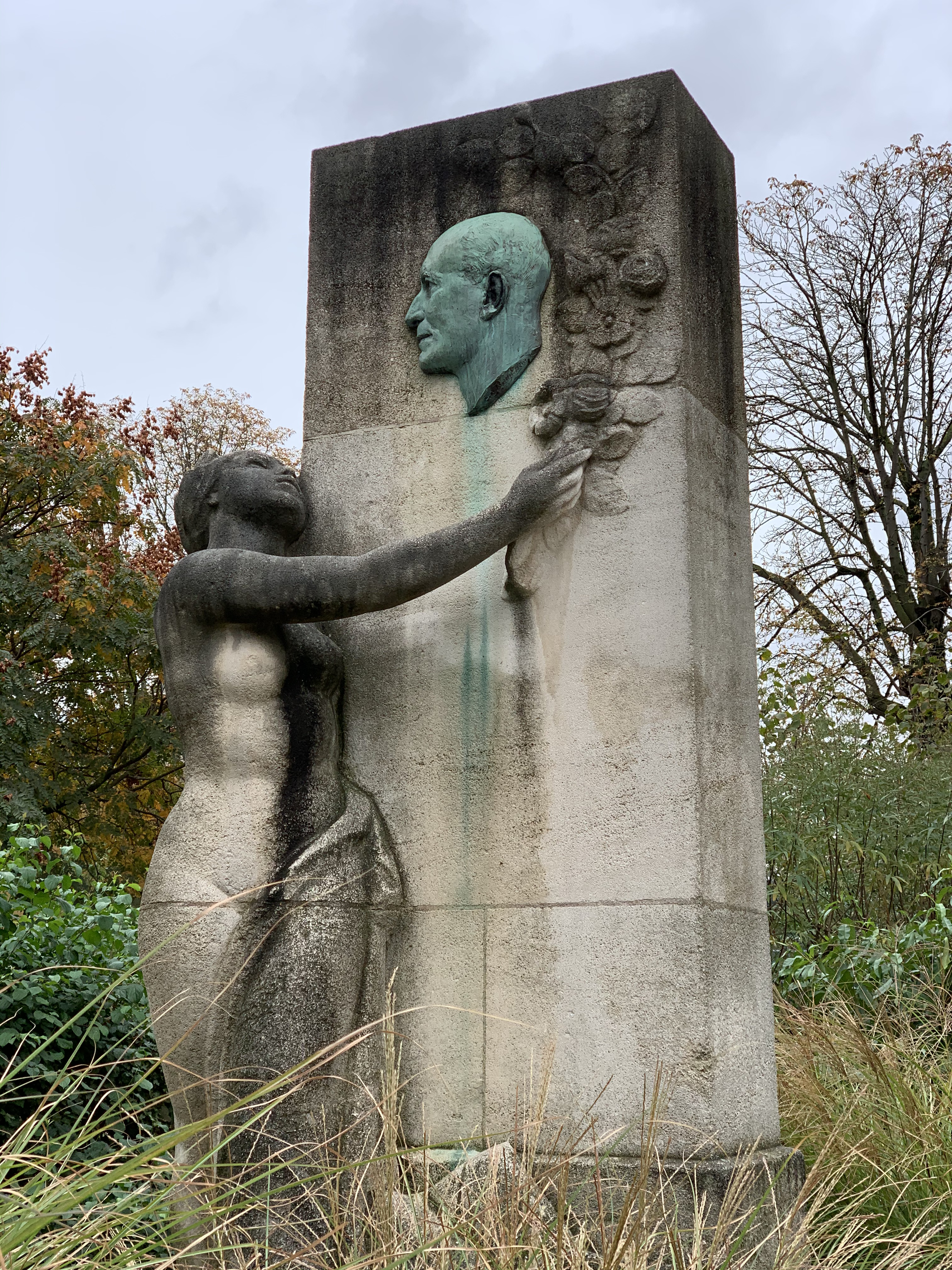
Monument à Firmin Gémier.
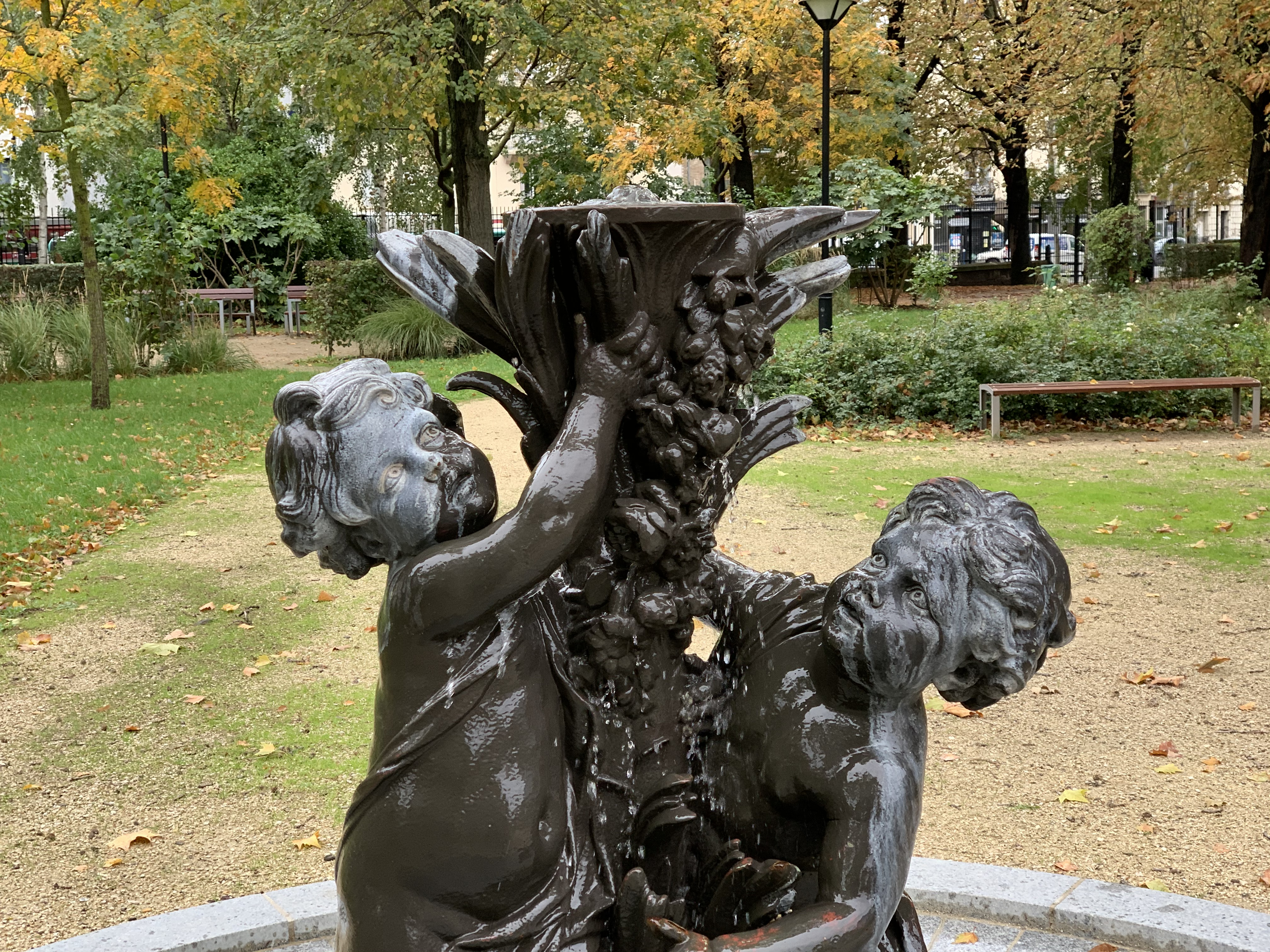
Fontaine, gros plan sur les chérubins.
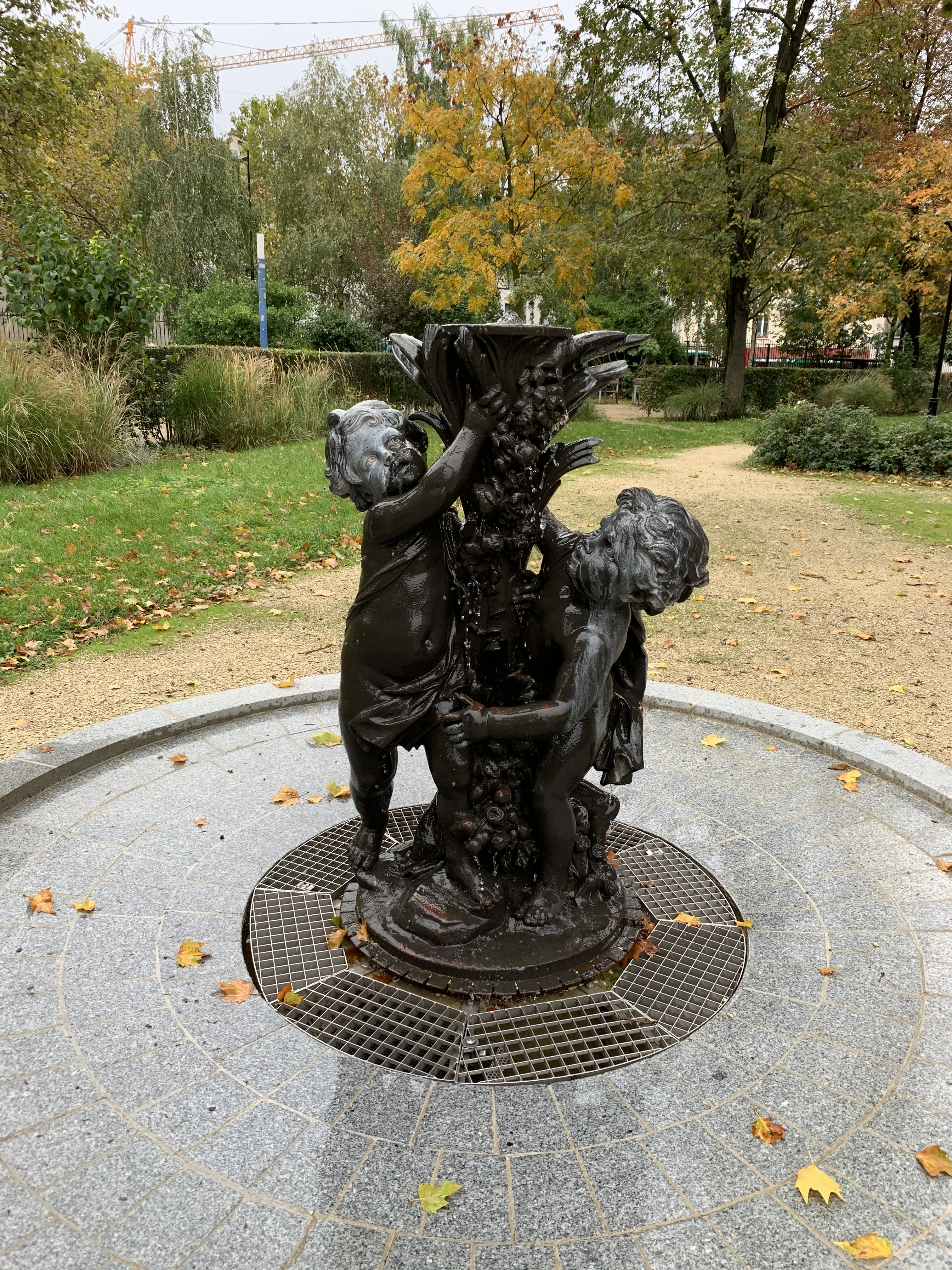
Fontaine du square.
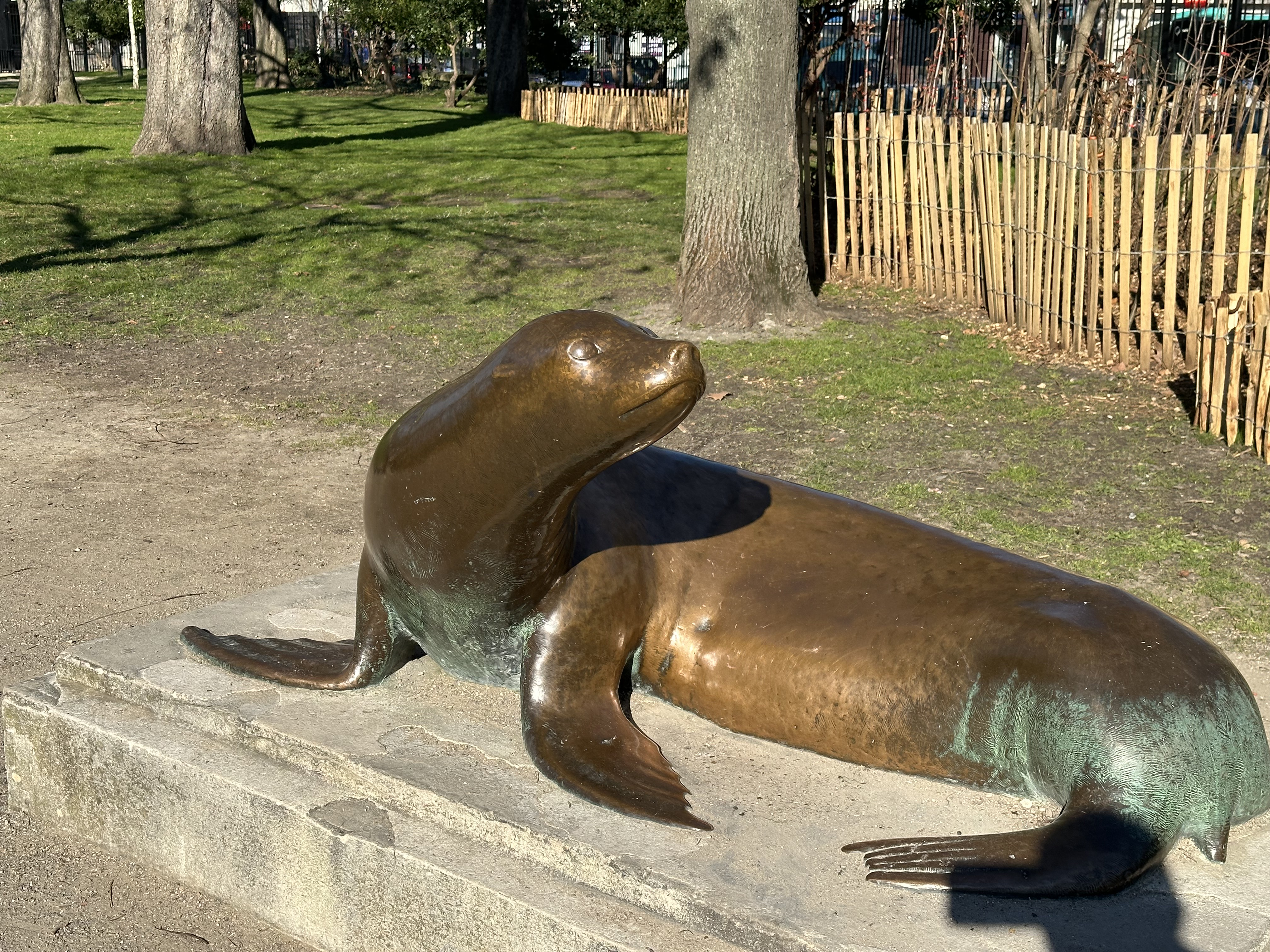
L'otarie.